# Donald Triplett
Donald Gray Triplett (Forest (Mississippi), 8 september 1933 – aldaar, 15 juni 2023) was een Amerikaanse man die bekend staat als de eerste persoon die de diagnose autisme kreeg. Triplett had het savantsyndroom: hij kon onder meer uitzonderlijk goed hoofdrekenen.

## Biografie
Triplett werd geboren in het plaatsje Forest (Mississippi). Zijn ouders, Beamon en Mary Triplett, merkten op dat hij anders was dan kinderen van zijn leeftijd, omdat hij niet op hen reageerde. Op verzoek van de ouders werd Triplett op vijfjarige leeftijd onderzocht door Leo Kanner, kinderpsychiater aan de Johns Hopkins-universiteit. Kanner werd door zijn wetenschappelijke aanpak een pionier in de diagnostiek van autisme.
Triplett was 65 jaar lang werkzaam bij een lokale bank. Hij speelde golf en maakte wereldreizen.
In maart 2023 kwam Triplett ten val op een luchthaven. Op 15 juni 2023 overleed hij aan de gevolgen van kanker.